# Іванов Ілля Павлович
Ілля Павлович Іванов (нар. 1915, село Ново-Троїцьке, тепер Кожевниковського району Томської області, Російська Федерація — ?) — український радянський діяч, старший горновий доменного цеху металургійного заводу «Запоріжсталь» імені Серго Орджонікідзе Запорізької області. Депутат Верховної Ради СРСР 6-го скликання.

## Біографія
Народився в селянській родині. Освіта початкова. До 1930 року навчався в сільській школі.
У 1930—1937 роках — учень, змінний майстер махорочної фабрики в місті Томську.
У 1937—1946 роках — у Червоній армії, учасник німецько-радянської війни.
З 1946 року — старший горновий доменного цеху металургійного заводу «Запоріжсталь» імені Серго Орджонікідзе Запорізької області.
Потім — на пенсії.

## Нагороди
- орден Червоної Зірки
- медаль «За відвагу»
- медалі
- заслужений металург Української РСР (16.07.1965)